# Swimming World Magazine
Swimming World Magazine är en amerikansk månadstidning om simning, som först publicerades i tidskriftformat i januari 1960. Deras webbplats (kallades SwimInfo före 2006), är den ledande nyhetswebbplatsen gällande simning[källa behövs].